# Kahra
Kahra est un village de Kabylie situé dans la commune de Freha, daïra d'Azazga, wilaya de Tizi Ouzou, Algérie.

## Localisation
Kahra est situé à 24 km à l'est de Tizi Ouzou, chef-lieu de la wilaya. Kahra est un point de rencontre des routes venant de Freha de Tizi ouzou et de Souk El Had, chef-lieu de la commune de Timizart. Le village est situé près du fleuve de Sebaou.
Ainsi, que rencontre de plusieurs ethnies dont les kabyles, les kologhlis, ainsi que des références religieuses abrahamiques purement monothéistes.
Ce village abrita des victimes révoltés contre l'envahisseur français qui ont pris fuite des colons abdomen. Ceux qui y parviennent dès à créer le refuge du Fort D'Amraoua par les musulmans, les séfarades qui y restait témoin de la résistance religieuse régionale algérienne.